# Прапор (Румунія)
Прапор (рум. Prapor) — село у повіті Долж в Румунії. Входить до складу комуни Амерештій-де-Жос.
Село розташоване на відстані 162 км на захід від Бухареста, 51 км на південний схід від Крайови.

## Населення
За даними перепису населення 2002 року у селі проживали 1676 осіб. Рідною мовою 1675 осіб (99,9 %) назвали румунську.
Національний склад населення села:
| Національність | Кількість осіб | Відсоток |
| -------------- | -------------- | -------- |
| румуни         | 1667           | 99,5 %   |
| цигани         | 9              | 0,5 %    |